# Vaidya-Metrik
Die Vaidya-Metrik ist eine Verallgemeinerung der kugelsymmetrischen Schwarzschild-Metrik. Sie ist nach dem indischen Physiker Prahalad Chunnilal Vaidya benannt und gilt für nichtrotierende und elektrisch neutrale Körper, deren Masse jedoch – im Gegensatz zur Schwarzschild-Metrik – aufgrund von emittierter oder absorbierter masseloser Strahlung („null dust“, z. B. Photonen oder Neutrinos, aber keine elektromagnetische Strahlung) mit der Zeit ab- oder zunimmt:
{\displaystyle {\begin{aligned}M(t)&\neq {\text{konst.}}\\\Leftrightarrow {\frac {dM}{dt}}&\neq 0\end{aligned}}}
Die Vaidya-Metrik ist daher – wieder im Gegensatz zur Schwarzschild-Metrik – weder statisch noch stationär.

## Anwendung
Sowohl Sterne als auch Schwarze Löcher verlieren aufgrund von Strahlungstransport bzw. Hawking-Strahlung Masse oder können aufgrund einfallender Materie oder Strahlung an Masse zunehmen. Abhängig davon, ob der Massenverlust oder die -zunahme überwiegt, ist {\displaystyle M(t)} eine monoton fallende oder eine monoton steigende Funktion.
Mit der Vaidya-Metrik lassen sich solche physikalische Verhältnisse jedoch nur mit Einschränkungen modellieren:
- zum einen berücksichtigt sie nur masselose Strahlung korrekt
- zum anderen ist sie insofern unphysikalisch, als die Änderung der Masse sofort im ganzen Raum wirksam wird (Fernwirkung).

Eine Metrik als konsistente Lösung für verdampfende Schwarze Löcher konnte bis heute nicht gefunden werden. Daher werden für Analysen und Simulationen Kombinationen aus folgenden Metriken verwendet:
- Vaidya-Metriken für den Bereich, in dem die Hawking-Strahlung entsteht (in der Nähe des Ereignishorizonts),
- für etwas größere Abstände die Schwarzschild-Metrik
- für große Entfernungen die Minkowski-Metrik der flachen Raumzeit.[2]

## Mathematische Beschreibung

### Vaidya-Metrik
In den natürlichen Einheiten {\displaystyle G=c=k_{\rm {B}}=1} und mit {\displaystyle \mathrm {d} \Omega ^{2}=\mathrm {d} \theta ^{2}+\sin ^{2}\theta \ \mathrm {d} \phi ^{2}} lautet das Linienelement der Vaidya-Metrik in auslaufenden Eddington-Finkelstein-Koordinaten
{\displaystyle {\rm {d}}s^{2}=-\left(1-{\dfrac {2M(u)}{r}}\right){\rm {d}}u^{2}-2\ {\rm {d}}u\ {\rm {d}}r+r^{2}{\rm {d}}\Omega ^{2}}
und in einlaufenden Eddington-Finkelstein-Koordinaten
{\displaystyle {\rm {d}}s^{2}=-\left(1-{\dfrac {2M(v)}{r}}\right){\rm {d}}v^{2}+2\ {\rm {d}}v\ {\rm {d}}r+r^{2}{\rm {d}}\Omega ^{2}.}

### Vaidya-Bonner-Metrik
Für elektrisch geladene Körper erweitert sich die Vaidya-Metrik auf die Vaidya-Bonner-Metrik
{\displaystyle {\rm {d}}s^{2}=-\left(1-{\dfrac {2M(u)}{r}}+{\dfrac {Q(u)}{r^{2}}}\right){\rm {d}}u^{2}-2\ {\rm {d}}u\ {\rm {d}}r+r^{2}{\rm {d}}\Omega ^{2}}
und
{\displaystyle {\rm {d}}s^{2}=-\left(1-{\dfrac {2M(v)}{r}}+{\dfrac {Q(v)}{r^{2}}}\right){\rm {d}}v^{2}+2\ {\rm {d}}v\ {\rm {d}}r+r^{2}{\rm {d}}\Omega ^{2},}
wobei
- {\displaystyle M} das Massenäquivalent und
- {\displaystyle Q} die elektrische Ladung des zentralen Körpers ist.

Die Vaidya-Bonner-Metrik reduziert sich:
- mit {\displaystyle Q={\rm {d}}Q=0} auf die Vaidya-Metrik
- mit {\displaystyle {\rm {d}}M={\rm {d}}Q=0} auf die Reissner-Nordström-Metrik
- mit {\displaystyle {\rm {d}}M={\rm {d}}Q=Q=0} auf die Schwarzschild-Metrik.

|                                   | M = konst.                | M ≠ konst.           |
| --------------------------------- | ------------------------- | -------------------- |
| ungeladen ({\displaystyle Q=0})   | Schwarzschild-Metrik      | Vaidya-Metrik        |
| geladen ({\displaystyle Q\neq 0}) | Reissner-Nordström-Metrik | Vaidya-Bonner-Metrik |

### Bedeutung der Koordinatenzeit
Die Zeitkoordinate {\displaystyle t} eines feldfreien und ausreichend weit von der Masse {\displaystyle M} entfernten stationären Beobachters steht mit den Koordinaten {\displaystyle u} und {\displaystyle v} im Verhältnis
{\displaystyle {\rm {d}}t={\rm {d}}u+{\frac {{\rm {d}}r}{1-2M(u)/r+Q(u)/r^{2}}},}
{\displaystyle {\rm {d}}t={\rm {d}}v-{\frac {{\rm {d}}r}{1-2M(v)/r+Q(v)/r^{2}}}.}
Dabei steht ein konstantes {\displaystyle u} ({\displaystyle {\rm {d}}u=0}) mit
{\displaystyle {\frac {{\rm {d}}r}{{\rm {d}}t}}=+\left(1-{\frac {2M(t)}{r}}+{\frac {Q(t)}{r^{2}}}\right)}
für radial auslaufende Strahlung und
ein konstantes {\displaystyle v} ({\displaystyle {\rm {d}}v=0}) mit
{\displaystyle {\frac {{\rm {d}}r}{{\rm {d}}t}}=-\left(1-{\frac {2M(t)}{r}}+{\frac {Q(t)}{r^{2}}}\right)}
für radial einlaufende Strahlung.